# 274 f.Kr.

## Händelser

### Efter plats

#### Grekland
- Pyrrhus återvänder från Italien och Sicilien samt invaderar Makedonien, varvid han driver ut Antigonos II Gonatas ur övre Makedonien och Thessalien, medan Antigonos håller kvar greppet om de makedoniska kuststäderna. Antigonos trupper överger honom och Pyrrhus utropas till kung av Makedonien.

#### Romerska republiken
- Romarna erövrar, under Manius Curius Dentatus befäl, Lukanien.

#### Egypten
- Magas av Kyrene gifter sig med Antiochos dotter Apama och använder denna äktenskapsallians till att skapa en pakt för att invadera Egypten. Han inleder fientligheter mot sin halvbror Ptolemaios II genom att kungöra att hans provins Kyrenaika är självständig, varpå han anfaller Egypten västerifrån, medan Antiochos I erövrar det egyptiskkontrollerade Syrien och södra Mindre Asien, varefter han anfaller Palestina.
- Magas tvingas stanna upp i sin framryckning mot Ptolemaios II på grund av ett internt uppror av de libyska marmaridernomaderna.